# Râul Cungra
Râul Cungra este un curs de apă, afluent al Oltului. 